# Tridiscus matildae
Tridiscus matildae är en insektsart som beskrevs av Kosztarab 1996. Tridiscus matildae ingår i släktet Tridiscus och familjen ullsköldlöss. Inga underarter finns listade i Catalogue of Life.